# Nguyễn Thị Hoàn (Hậu Lê)
Nguyễn Quý phi (chữ Hán: 阮貴妃), hay gọi Hiến Tông Nguyễn hoàng hậu (憲宗阮皇后), không rõ năm sinh năm mất, là một cung tần của Lê Hiến Tông Lê Tranh. Bà là sinh mẫu Lê Túc Tông Lê Thuần.
Bà chưa từng làm Hoàng hậu khi còn sống, chỉ được truy phong thụy hiệu Hoàng hậu bởi con trai là Lê Túc Tông hoàng đế.

## Tiểu sử
Nguyễn Quý phi tên thật là Nguyễn Thị Hoàn (阮氏環), người làng Bình Lăng, huyện Thiên Thi (nay là huyện Ân Thi, Hưng Yên). Không rõ cha mẹ là ai, tiến phủ Thái tử Lê Tranh, được Thái tử yêu quý.
Ngày 1 tháng 8 năm Hồng Đức thứ 19 (1488), Nguyễn Thị Hoàn sinh ra hoàng nam Lê Thuần, con trai thứ ba của Lê Tranh. Lúc này, Lê Tranh đã có con trưởng là An vương Lê Tuân do Mai Quý phi sinh; con trai thứ 2 là Lê Tuấn do phi tần Nguyễn Thị Cận sinh, chỉ hơn Lê Thuần vài tháng.
Năm Cảnh Thống thứ nhất (1497), Thái tử Lê Tranh lên ngôi, tức Lê Hiến Tông, Cung tần Nguyễn Thị Hoàn được lập làm Quý phi, đứng đầu Hậu cung. Tháng 3 năm 1499, Lê Thuần được lập làm Thái tử. Bà được ghi nhận là mất sớm, nhưng không rõ ngày tháng năm cụ thể, chỉ biết là trong niên hiệu Cảnh Thống của Hiến Tông, tức là khoảng từ năm 1497 đến 1504 mà thôi.
Năm Thái Trinh thứ nhất (1504), Thái tử Lê Thuần lên ngôi, tức Lê Túc Tông. Hoàng đế đã truy tôn mẹ mình thụy hiệu Trang Thuận Minh Ý hoàng thái hậu (荘順明懿皇太后).